# Beatriz Sestayo
Beatriz Sestayo Doce, nacida en Ferrol el 18 de agosto de 1969, es una abogada y política gallega. Actualmente, ejerce como gerente de la sociedad “Suelo Empresarial del Atlántico, S.M.E.” 

## Trayectoria
Licenciada en Derecho por la Universidad de Santiago de Compostela, fue elegida diputada al Parlamento de Galicia por el PSdeG en las elecciones autonómicas de 2005, y concejala del Ayuntamiento de Ferrol en 2007. En diciembre de 2014 ganó las primarias de su partido para ser su candidata a la alcaldía de Ferrol. [cita requerida]
Fue nombrada teniente de alcalde en el Ayuntamiento de Ferrol y ocupó el cargo hasta la ruptura del acuerdo de gobierno con FeC en 2016. Siguió ejerciendo como concejala del PSdeG en la oposición hasta 2019, pero en 2018 comunicó su decisión personal de no volver a presentarse como candidata a las elecciones municipales
En abril de 2019 fue nombrada gerente de la Sociedad Mercantil Estatal "Suelo Empresarial del Atlántico", dependiente del Ministerio de Transportes a través de Sepes, cargo que ocupa en la actualidad.
Suelo Empresarial del Atlántico, SL SME es una empresa participada en un 83,44% por el Ministerio de Transportes del Gobierno de España, a través de Sepes, Entidad Estatal del Suelo; en un 14,26% por la Consellería de Medio Ambiente, Territorio e Infraestructuras de la Junta de Galicia, a través del Instituto Gallego de Vivienda e Solo; el 1,65% de Abanca y el 0,65% de la Junta de Galicia, creados con el objetivo de desarrollar y comercializar parques empresariales en Galicia.
Ejerció como abogada en ejercicio hasta su nombramiento como gerente de "Suelo Empresarial del Atlántico, SME". 
Trabajó como jueza suplente y magistrada suplente en varios Juzgados, así como Fiscala en Asignación Temporal en las Fiscalías de Lugo y Pontevedra y en las Audiencias de Vigo, antes de ser elegida diputada en el Parlamento de Galicia.
Es presidenta de Alvixe, Asociación contra la violencia de género. [cita requerida]